# Cephalodella melia
Cephalodella melia är en hjuldjursart som beskrevs av Myers 1924. Cephalodella melia ingår i släktet Cephalodella och familjen Notommatidae. Inga underarter finns listade i Catalogue of Life.